# مثبت کاذب و منفی کاذب
مثبت کاذب به خطایی در گزارش داده گفته می‌شود که در آن، نتیجهٔ آزمایش به‌طور نادرست، نشان دهنده وجود یک حالت باشد؛ در حالی که در واقع آن حالت وجود نداشته باشد. منفی کاذب نیز دقیقاً خطایی برعکس مثبت کاذب است که در آن، نتیجه آزمایش به‌طور نادرست، عدم حضور حالتی را نشان دهد؛ در حالی که آن حالت وجود دارد این دو نوع خطا ممکن است در یک آزمایش دودویی رخ دهند. در نقطه مقابل این دو نوع خطا، دو نتیجه درست یا همان مثبت درست و منفی درست قرار دارد. از این دو عبارت مثبت و منفی کاذب یا مثبت و منفی درست در طبقه‌بندی‌های آماری و نیز علم پزشکی استفاده می‌شود
در آزمون فرض آماری مفاهیم مشابهی به نام خطاهای نوع اول و دوم شناخته شده که در آن‌ها، نتیجه مثبت، فرض صفر را رد کرده و نتیجه منفی، آن را رد نمی‌کند. این اصطلاحات غالباً به جای یکدیگر به‌کار برده می‌شوند؛ اما به دلیل تفاوت بین آزمایش پزشکی و آزمایش فرضی آماری، در تفسیر و تعبیر آن‌ها اختلاف وجود دارد.

## خطای مثبت کاذب
یک خطای مثبت کاذب یا مثبت کاذب نتیجه ای است که نشان می‌دهد یک حالت فرضی ویژه وجود دارد؛ در حالی که این‌طور نیست. به عنوان مثال، آزمایش بارداری که نشان می‌دهد زنی باردار است؛ درحالی که زن باردار نیست. برای مثالی دیگر می‌توان به محکومیت یک فرد بی گناه اشاره کرد.
خطای مثبت کاذب یک خطای نوع اول است و زمانی حادث می‌شود که آزمونگر تنها به بررسی یک حالت می‌پردازد و نتیجه آزمایش به اشتباه، مثبت می‌شود. باید توجه داشت که بین خطای نوع اول و احتمال اشتباه از آب درآمدن نتیجه مثبت آزمایش، تفاوت قائل شویم؛ که در آن صورت آن را خطر مثبت کاذب می‌نامند.

## خطای منفی کاذب
خطای منفی کاذب، یا منفی کاذب، نتیجه آزمایش است که به اشتباه نشان می‌دهد که یک شرط وجود ندارد؛ درحالی که در واقع وجود دارد. به عنوان مثال، هنگامی که آزمایش بارداری نشان می‌دهد زن باردار نیست، اما او باردار است. یک مثال دیگر زمانی است که فردی گناه‌کار، تبرئه شود.
خطای منفی کاذب یک خطای نوع دوم است و خلاف خطای مثبت کاذب، زمانی حادث می‌شود که آزمونگر تنها به بررسی یک حالت می‌پردازد و نتیجه آزمایش به اشتباه، منفی می‌شود.

## عبارت‌های مرتبط

### نرخ مثبت و منفی کاذب
نرخ مثبت کاذب نسبت تمام منفی‌هایی است که هنوز نتایج آزمون مثبت را به همراه دارند؛ یعنی احتمال وجود حالتی که وجود ندارد.
نرخ مثبت کاذب برابر است با سطح اهمیت. ویژگی آزمون برابر است با ۱ منهای نرخ مثبت کاذب.
در آزمون فرض آماری، این خطا با حرف یونانی α نشان داده می‌شود و ۱ − α به عنوان ویژگی آزمون تعریف می‌شود. افزایش ویژگی آزمون، احتمال خطای نوع اول را پایین می‌آورد؛ اما ممکن است احتمال خطای نوع دوم را بالا ببرد. (منفی‌های کاذب که فرضیه جایگزین را، در صورت صحت، رد می‌کنند). 
در تکمیل آنچه اشاره شد، نرخ منفی کاذب نسبت تمام مثبت‌هایی است که هنوز نتایج آزمون منفی را به همراه دارند؛ یعنی احتمال عدم وجود حالتی که وجود دارد.
در آزمون فرض آماری، این خطا با حرف β نمایش داده می‌شود. " توان آماری " یا " حساسیت " آزمایش برابر با ۱-β است.

### ابهام در تعریف نرخ مثبت کاذب
اصطلاح نرخ کشف کاذب (False Discovery Rate) را کلکیون (۲۰۱۴) و به معنی این احتمال که یک نتیجه «مهم» مثبت کاذب بوده، به‌کار برد. بعداً کلکیون (۲۰۱۷) از اصطلاح خطر مثبت کاذب (False Positive Risk) برای همان مقدار استفاده کرد، تا با اصطلاح نرخ کشف کاذب که افراد در مقایسه‌های چندگانه از آن استفاده می‌کنند، اشتباه نشود. اصلاحات برای مقایسه‌های چندگانه فقط تصحیح نرخ خطای نوع اول است، بنابراین نتیجه یک مقدار p (تصحیح شده) است؛ بنابراین آنها به همان تفسیر غلط مانند هر مقدار p دیگر مستعد هستند. خطر مثبت کاذب همیشه بیشتر از مقدار p معمولاً بیشتر است. سردرگمی میان این دو ایده، خطای شرایط تحمیل شده، موجب استفاده نادرست اصطلاحات مرتبط با آن شده‌است. به دلیل ابهام بیانی در این زمینه، ضروری است که در هر مقاله موضوع آن را به‌درستی تعریف یا بازشناسی کنیم. خطرهای تکیه بر -ارزش‌های پی در مقاله کلکیون (۲۰۱۷) با اشاره به اینکه حتی مشاهده ۰٫۰۰۱ = P لزوماً شواهد قوی در برابر فرضیه صفر نیست، واضح می‌نماید. با وجود این واقعیت که نسبت احتمال به نفع فرضیه جایگزین نسبت به صفر نزدیک است به ۱۰۰، چنانچه این فرضیه غیرممکن می‌بود با احتمال قبلی اینکه اثر واقعی ۰٫۱ باشد، حتی مشاهده p = ۰٫۰۰۱ می‌تواند به نرخ ۸ درصد مثبت کاذب داشته باشد. این نرخ حتی به سطح ۵ درصد هم نمی‌رسد. در نتیجه، توصیه شده‌است که هر مقدار p باید توسط احتمال قبلی همراه شود که بشود فرض کرد تا به یک نرخ خطر مثبت کاذب ۵ درصدی دست یافت. به عنوان مثال، اگر در یک آزمایش ۰٫۰۵ = p مشاهده کنیم، باید ٪۸۷ مطمئن باشیم که به عنوان یک اثر واقعی قبل از انجام آزمایش برای دستیابی به خطر مثبت کاذب ٪۵ وجود دارد.

### ویژگی عامل گیرنده
مقاله " مشخصه عملیاتی گیرنده " در مورد پارامترهای پردازش سیگنال آماری بر اساس نسبت خطاها در انواع مختلف بحث می‌کند.

## یادداشت
1. ↑  

هنگام ایجاد الگوریتم یا آزمایش تشخیص، باید تعادل بین خطرات منفی کاذب و مثبت کاذب انتخاب شود. معمولاً یک آستانه وجود دارد که قبل از اینکه الگوریتم یک مسابقه را گزارش کند، باید یک مسابقه با یک نمونه معین نزدیک شود. هرچه این آستانه بالاتر باشد، منفی‌های کاذب تر و مثبت کاذب نیز کمتر می‌شوند.